# Muzeum Legii Warszawa im. Wiktora Bołby
Muzeum Legii Warszawa im. Wiktora Bołby – muzeum poświęcone historii klubu Legia Warszawa, znajdujące się na Stadionie Wojska Polskiego przy ulicy Łazienkowskiej 3.

## Historia
Muzeum powstało w 2005 z inicjatywy Wiktora Bołby i początkowo mieściło się w dawnej świetlicy. Zainaugurowało działalność 21 kwietnia 2006 w ramach obchodów 90. rocznicy utworzenia klubu Legia Warszawa.
W październiku 2010 muzeum zostało przeniesione do nowego pomieszczenia znajdującego się na parterze części biurowo-usługowej nowego Stadionu Wojska Polskiego, pod jego trybuną północną („Żyletą”). 
Wśród kilkuset eksponatów znajdują się m.in. pamiątki związane z czołowymi trenerami i zawodnikami klubu m.in. Lucjanem Brychczym, Kazimierzem Deyną i Kazimierzem Górskim, a także puchary, piłki, stroje piłkarskie, zdjęcia ze spotkań i imprez sportowych. Na wystawie poświęconej „Żylecie” umieszczono dwie ławki i kilka krzesełek z rozebranej w czasie budowy nowego stadionu trybuny.
Większość pamiątek zgromadzonych w muzeum jest związana z piłką nożną, ale rośnie także liczba eksponatów związanych m.in. boksem, zapasami i szermierką, przypominających o wielosekcyjnej historii warszawskiego klubu.
W styczniu 2023 placówce nadano imię Wiktora Bołby.